# 霍里街道
霍里街道，是中华人民共和国安徽省马鞍山市花山区下辖的一个乡镇级行政单位。

## 行政区划
霍里街道下辖以下地区：
东城花园社区、万嘉颐园社区、三姚村、前进村、丰收村、张庄村、霍里村、苏李村、杨坝村、赤口村和花山经济开发区社区。